# Uken
Uken (宇検村?, Uken-son) è un villaggio giapponese della Sottoprefettura di Ōshima, che fa parte della prefettura di Kagoshima. È una municipalità situata nel nord di Amami Ōshima, la maggiore delle isole Amami, situate nell'estremo sud del paese e nella parte centro settentrionale dell'arcipelago delle Ryūkyū. Insieme ad altre municipalità delle Amami forma il Distretto di Ōshima.
A tutto il 1º luglio 2012, Uken aveva 1.881 abitanti distribuiti su una superficie di 103.07 km², per una densità di 18,25 ab./km².